# Газимурски хребет
Газиму̀рският хребет (на руски: Газимурский хребет) е нископланински хребет в Забайкалието, в източната част на Забайкалски край на Русия. Простира се в посока от югозапад (устието на река Зала, десен приток на Газимур) на североизток (устието на река Газимур в Аргун) на протежение от 200 km и ширина до 50 km. На северозапад долината на река Газимур (ляв приток на Аргун) го отделя от Боршчовочния хребет, а на югоизток долината на река Урюмкан (ляв приток на Аргун) – от Урюмканския хребет. Максимална височина връх Ушмунски Голец 1372 m (51°41′19″ с. ш. 118°38′22″ и. д. / 51.688611° с. ш. 118.639444° и. д.), издигащ се в южната му част. Изграден е от гранити, гнайси, кристалинни шисти и пясъчници. От него водят началото множество къси и бурни реки десни притоци на Газимур и леви на Урюмкан и река Будюмкан (ляв приток на Аргун). Покрит е с тайга от лиственица, а по склоновете му с южна експозиция има участъци от планински степи.
Първото научно изследване и частично топографско картиране на хребета е извършено през 1898 г. от руския геодезист и топограф Александър Герасимов.

## Топографски карти
- N-50-Г, М: 500 000[2]